# ماريانو أندوخار

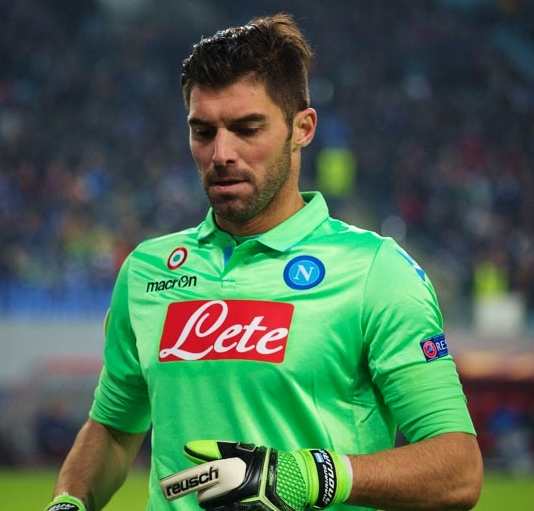
ماريانو أندوخار

ماريانو غونزالو أندوخار (بالإسبانية: Mariano Gonzalo Andújar)‏ الشهير باسم ماريانو أندوخار (مواليد 30 يوليو 1983 في بوينس آيرس - الأرجنتين) لاعب كرة قدم أرجنتيني يلعب حاليا لصالح نادي الدرجة الأولى كاتانيا الإيطالي منذ 2009 في مركز حارس مرمى .

## روابط خارجية
- ماريانو أندوخار على موقع الاتحاد الدولي (مؤرشف)  (الإنجليزية)
- ماريانو أندوخار على موقع الاتحاد الأوربي (الإنجليزية)
- ماريانو أندوخار على موقع إي إس بي إن إف سي (الإنجليزية)
- ماريانو أندوخار على موقع قاعدة بيانات كرة القدم.إي يو (الإنجليزية)
- ماريانو أندوخار على موقع ناشيونال فوتبول تيمز (الإنجليزية)
- ماريانو أندوخار على موقع Soccerway.com (الإنجليزية)
- ماريانو أندوخار على موقع عالم كرة القدم.نت (الإنجليزية)
- ماريانو أندوخار على موقع كووورة
- ماريانو أندوخار على موقع AS.com (الإسبانية)
- ماريانو أندوخار على موقع GSA (الإنجليزية)